# Partito Popolare Democratico Giordano
Il Partito Popolare Democratico Giordano (in araboHizb Al-Sha'ab Al-Dimuqrati Al-Urduni, حزب الشعب الديمقراطي الأردني, abbreviato HASHD) , è un Partito politico in Giordania. Il partito è stato fondato nel 1989, quando la branca giordana del Fronte Democratico per la Liberazione della Palestina si è separata per divenire un partito politico.
Il partito pubblica il settimanale Al-Ahali. In passato, il partito pubblicava il settimanale al Lajna al Shaabiya.